# Epeolus hanusiae
Epeolus hanusiae (лат.) — вид земляных пчёл-кукушек рода Epeolus из подсемейства Nomadinae (Apidae). Назван в честь Hanusia (Anna) Onuferko, сестры автора за поддержку его работы.

## Распространение
Северная Америка: Белиз, Мексика.

## Описание
Мелкие слабоопушенные пчёлы чёрного цвета, с жёлтыми отметинами на теле как у ос и оранжево-буроватыми ногами и тёмными усиками (кроме оранжевого скапуса). Длина менее 1 см. Сходен с видами Epeolus interruptus и Epeolus flavofasciatus, но отличаются морфологией; первый тергит T1 имеет широкое треугольное дискальное пятно с вогнутыми антеро-латеральными боками; мезоплеврон с пунктурами или морщинками; метанотум с небольшим выступом. Предположительно клептопаразиты пчёл рода Colletes, в гнёзда которых откладывают свои яйца. Данные по посещаемым цветам отсутствуют. Максиллярные щупики 1-члениковые. 2-й стернит брюшка матовый. Брюшко частично красное. У самок на 6-м стерните брюшка расположены ланцетовидные, мелко зазубренные отростки. В переднем крыле три радиомедиальных ячейки, 1-я из них много крупнее 3-й. Вершина радиальной ячейки (по форме она эллиптическая) удалена от переднего края крыла. Задние голени со шпорами. Вид был впервые описан в 2019 году канадским энтомологом Томасом Онуферко (Thomas M. Onuferko, York University, Торонто, Канада).